# Hilarographa ludens
Hilarographa ludens es una especie de polilla de la familia Tortricidae.
Fue descrita científicamente por Diakonoff en 1948.